# Stefano La Colla
Stefano La Colla (Salemi, 2 ottobre 1889 – Milano, 5 febbraio 1966) è stato un paleografo, esperantista e linguista italiano.

## Biografia
Dopo gli inizi all'Archivio di Stato di Palermo, fu direttore a Roma dal 1929 al 1938 della Biblioteca Treccani e collaborò quindi all'Enciclopedia italiana di scienze, lettere ed arti; fu quindi a Milano presso l'Ufficio Studi della Banca Commerciale. Esperantista dal 1905, nel 1907 fondò il "Junulara Amikaro Esperantista" che diventò nel 1909 il Gruppo Esperantista di Palermo. In quegli anni pubblicò due riviste esperantiste.
Fu uno dei maggiori esperantisti italiani, autore per l'Enciclopedia di numerose voci relative all'esperanto e di vari articoli su L'Esperanto e sulla Rivista Italiana di Esperanto.  Membro del Comitato Linguistico dal 1926 al 1948 e quindi, dal 1948 al 1966, della neocostituita Akademio de Esperanto.
Fu presidente del 27º Congresso Universale di esperanto, svoltosi a Roma nell'agosto del 1935. E' intitolata a lui una stanza nella sede della Universala Esperanto-Asocio.
Fu l'iniziatore di un vocabolario italiano-esperanto, che fu completato e pubblicato postumo nel 1996 da Carlo Minnaja.